# Međuopćinska nogometna liga Karlovac – Kutina – Sisak 1976./77.
Međuopćinska nogometna liga (Međupodručna liga) Karlovac – Kutina – Sisak  za sezonu 1976./77. je bila liga petog stupnja nogometnog prvenstva Jugoslavije. 
 Sudjelovalo je 14 klubova, a prvak je bila "Mladost" iz Petrinje. 

## Ljestvica
| mj. | klub                                  | ut. | pob. | ner. | por. | gol+ | gol- | bod |
| --- | ------------------------------------- | --- | ---- | ---- | ---- | ---- | ---- | --- |
| 1.  | Mladost Petrinja                      | 26  | 17   | 5    | 4    | 59   | 21   | 39  |
| 2.  | Borac (Novo Selo – Sisak)             | 26  | 15   | 5    | 6    | 55   | 28   | 35  |
| 3.  | Gospić                                | 26  | 12   | 9    | 5    | 43   | 27   | 33  |
| 4.  | Jedinstvo Dvor                        | 26  | 9    | 13   | 4    | 52   | 35   | 31  |
| 5.  | Galdovo Sisak                         | 26  | 12   | 7    | 7    | 48   | 36   | 31  |
| 6.  | Partizan Bosanska Kostajnica          | 26  | 13   | 4    | 9    | 49   | 32   | 30  |
| 7.  | Gavrilović Petrinja                   | 26  | 10   | 9    | 7    | 42   | 31   | 29  |
| 8.  | Lika Lički Osik                       | 26  | 11   | 5    | 10   | 48   | 38   | 27  |
| 9.  | Ivanić (Ivanić-Grad)                  | 26  | 9    | 7    | 10   | 40   | 42   | 25  |
| 10. | BSK Budaševo                          | 26  | 9    | 7    | 10   | 26   | 39   | 25  |
| 11. | Ivan Lola Ribar (Mostanje – Karlovac) | 26  | 8    | 6    | 12   | 41   | 44   | 22  |
| 12. | Partizan Hrastelnica                  | 26  | 5    | 6    | 15   | 23   | 49   | 16  |
| 13. | Slunj                                 | 26  | 4    | 2    | 20   | 27   | 71   | 10  |
| 14. | Udarnik                               | 26  | 4    | 3    | 19   | 25   | 76   | 7   |

- "Partizan" iz Bosanske Kostajnice – klub iz Bosne i Hercegovine

## Rezultatska križaljka
| kratica | klub                                  | BOR | BSK | GAL | GAV | GOS | IVNĆ | IVLRM | JED | LIKA | MLA | PARBK | PARH | SLU | UDA |
| --- | ------------------------------------- | --- | --- | --- | --- | --- | ---- | ----- | --- | ---- | --- | ----- | ---- | --- | --- |
| BOR | Borac (Novo Selo – Sisak)             |     |     |     |     |     |      |       |     |      |     |       |      |     |     |
| BSK | BSK Budaševo                          |     |     |     |     |     |      |       |     |      |     |       |      |     |     |
| GAL | Galdovo Sisak                         |     |     |     |     |     |      |       |     |      |     |       |      |     |     |
| GAV | Gavrilović Petrinja                   |     |     |     |     |     |      |       |     |      |     |       |      |     |     |
| GOS | Gospić                                |     |     |     |     |     |      |       |     |      |     |       |      |     |     |
| IVNĆ | Ivanić (Ivanić-Grad)                  |     |     |     |     |     |      |       |     |      |     |       |      |     |     |
| IVLRM | Ivan Lola Ribar (Mostanje – Karlovac) |     |     |     |     |     |      |       |     |      |     |       |      |     |     |
| JED | Jedinstvo Dvor                        |     |     |     |     |     |      |       |     |      |     |       |      |     |     |
| LIKA | Lika Lički Osik                       |     |     |     |     |     |      |       |     |      |     |       |      |     |     |
| MLA | Mladost Petrinja                      |     |     |     |     |     |      |       |     |      |     |       |      |     |     |
| PARBK | Partizan Bosanska Kostajnica          |     |     |     |     |     |      |       |     |      |     |       |      |     |     |
| PARH | Partizan Hrastelnica                  |     |     |     |     |     |      |       |     |      |     |       |      |     |     |
| SLU | Slunj                                 |     |     |     |     |     |      |       |     |      |     |       |      |     |     |
| UDA | Udarnik                               |     |     |     |     |     |      |       |     |      |     |       |      |     |     |
| |                                       |     |     |     |     |     |      |       |     |      |     |       |      |     |     |
| podebljan rezultat - utakmice od 1. do 13. kola (1. utakmica između klubova) rezultat normalne debljine - utakmice od 14. do 26. kola (2. utakmica između klubova) rezultat nakošen - nije vidljiv redoslijed odigravanja međusobnih utakmica iz dostupnih izvora rezultat smanjen * - iz dostupnih izvora nije uočljiv domaćin susreta prekrižen rezultat - poništena ili brisana utakmica p - utakmica prekinuta 3:0 p.f. / 0:3 p.f. - rezultat 3:0 bez borbe |                                       |     |     |     |     |     |      |       |     |      |     |       |      |     |     |

 Izvori: 

## Unutarnje poveznice
- Zagrebačka zona – Jug 1976./77.
- Područna liga NSP Karlovac – 1. razred 1976./77.